# Враг внутри (телесериал)
Враг внутри (англ. The Enemy Within) — американский драматический сериал, премьера которого состоялась 25 февраля 2019 года на канале NBC. 30 мая 2019 года канал NBC закрыл телесериал после первого сезона.

## Сюжет
В центре сюжета Эрика Шепард — заместитель директора ЦРУ по операциям. Шантажируя ее убийством дочери, российский террорист Михаил Васильевич Тал вынуждает Эрику раскрыть имена четырех агентов ЦРУ: Стивена Айбаха, Брайана Ланича, Дезире Вильярреал и Лейни Хеффрон (невесты Китона). Агенты были убиты, а Эрика арестована агентом ФБР Уиллом Китоном и приговорена к 15 последовательным пожизненным заключениям без возможности условно-досрочного освобождения. Три года спустя Тал снова наносит террористический удар, и Китону приказано задействовать Эрику для противоборства Талу.

## Актёры и персонажи

### В главных ролях
- Дженнифер Карпентер — в роли Эрики Дж. Шепард, блестящего взломщика кодов и бывшего заместителя директора ЦРУ по операциям, отбывающую пожизненное заключение за шпионаж и измену. Привлечена Уиллом Китоном, чтобы остановить террориста Михаила Васильевича Тала.
- Моррис Честнат — в роли Уилла Китона, специального агента ФБР, отвечающего за охоту на Тала. Арестовывал Шепард, неохотно заручается ее помощью в надежде отомстить за свою невесту Лэйни.
- Раза Джаффри — в роли Дэниела Зейна, следователя ФБР и доверенного лица Китона.
- Келли Гарнер — в роли Кейт Райан, технического аналитика в кибер-отделе ФБР.
- Кассандра Фриман — в роли Жаклин Петтигрю, инструктора по обучению в Академии ФБР.
- Ноа Миллс — в роли Джейсона Брэгга, агента ФБР и бывшего армейского рейнджера.

### Периодические персонажи
- Лев Горн — в роли  Михаила Васильевича Тала, бывшего российского агента СВР и неуловимый вдохновитель серии террористических атак против Соединенных Штатов с сетью тайных оперативников.
- Корал Пенья —  в роли Анны Круз, младшего аналитика ЦРУ, "крот" Тала.
- Джеймс Карпинелло[англ.] —  в роли Энтони Кабреры, нового заместителя директора ЦРУ по операциям.
- София Геннуса[англ.] — в роли Ханны Шепард, дочери Эрики.
- Ной Бин[англ.] — в роли Кристофера Шепарда, мужа Эрики.

### Приглашённые
- Джон Финн — в роли Ричарда Брегмана, помощника директора ФБР по контрразведке и начальника Китона.
- Флоренция Лозано — в роли Элизабет Кордовой, заместителя директора национальной разведки.
- Кэтлин МакНенни — в роли Грейс Молинеро, заместителя директора Федерального бюро расследований.
- Павел Шайда — в роли Виктора Немека, одного из главных лейтенантов Тала, ответственного за убийство Стивена Хайбаха и Дезире Вильярреал.
- Челси Уоттс — в роли Лейни Хеффрон, агента ЦРУ и невесты Китона, погибшей в авиакатастрофе, организованной Талом.
- Роберт Госсетт[англ.] — в роли Томаса Хеффрона, отца Лейни.
- Ана Кейн — в роли Карлы Мендосы, старшего лейтенанта Тала и его доверенного лица.
- Майкл Браун — в роли доктора Алана Новака, врача в организации Тала.
- Дейл Павинский — в роли Александра Чигорина, старшего лейтенанта Тала, который был ответственен за то, что стал причиной крушения самолета, в результате которого погибла Лейн Хеффрон.
- Майкл Джеймс Шоу[англ.] — в роли Десмонда Виссера, независимого аналитика по безопасности, который встречался с Талом только через сделки.
- Маргарет Колин — в роли Эвелин Белл, бывшего агента ЦРУ, ставшая конгрессменом из Флориды, использовавшая осуждение Эрики, чтобы начать свою политическую карьеру.

## Эпизоды
| Сезон | Сезон | Эпизоды | Оригинальная дата выхода | Оригинальная дата выхода |
| Сезон | Сезон | Эпизоды | Премьера сезона          | Финал сезона             |
| ----- | ----- | ------- | ------------------------ | ------------------------ |
|       | 1     | 13      | 25 февраля 2019          | 20 мая 2019              |

### Сезон 1 (2019-2019)
| № общий | № в сезоне | Название                             | Режиссёр        | Автор сценария                      | Дата премьеры   | Зрители в США (млн) |
| --- | ---------- | ------------------------------------ | --------------- | ----------------------------------- | --------------- | ------------------- |
| 1 | 1          | «Pilot» «Пилот»                      | Марк Пеллингтон | Кен Вудрафф                         | 25 февраля 2019 | 5.76                |
| В 2015 году заместитель директора ЦРУ по операциям Эрика Шепард арестована агентом ФБР Уиллом Китоном после смерти четырех её агентов, включая невесту Китона, Лейн, и осуждена за пособничество террористу Михаилу Васильевичу Талу. Три года спустя Тал организует еще одну атаку, и Китону приказано завербовать заключенную Шепард в свою команду, включая агентов ФБР Дэниела Зейна, Кейт Райан и Джейсона Брэгга. Дедуктивные способности Шепарда и знание ремесла приводят команду к Виктору Немеку, одному из оперативников Тала, который похитил аналитика ЦРУ Анну Круз. Шепард убегает из-под стражи, чтобы увидеть свою дочь и снова поймана, в то время как Китон арестовывает Немека и спасает Круза. Шепард рассказывает Китону правду о своем предательском поступке: в воспоминании она получает звонок от Тала, который заставляет ее отказаться от своих агентов, угрожая жизни ее дочери. Шепард показывает, что у Тала есть тысячи высококвалифицированных шпионов в Соединенных Штатах. Круз получает звонок от Тала, раскрывая как себя, так и крота. |            |                                      |                 |                                     |                 |                     |
| 2 | 2          | «Black Bear» «Чёрный медведь»        | Чарльз Бисон    | Кен Вудрафф                         | 5 марта 2019    | 5.32                |
| В пригородном поезде за пределами Ричмонда, штат Вирджиния, оперативники Тала перед его убийством захватывают ноутбук и пароль у бывшего агента ЦРУ Дина Мерримана. Шепард соглашается помочь расследованию Китона в обмен на гарантию защиты ее дочери Ханны. В хранилище Мерримана они обнаруживают, что он также расследует Тала, и отбивают другого оперативника. Несмотря на допрос Зейна, Немек по-прежнему отказывается сотрудничать, а Круз следит за расследованием Китона. Шепард разрешено видеть Ханну, но она не может сказать ей правду: она только предала своих агентов, чтобы спасти Ханну. Шепард и агент Райан понимают, что кодовое имя «Черный медведь» в документах Мерримана относится к его коллеге Беверли Брукс. Люди Тала штурмуют офис Мерримана, и Бруксу удается загрузить секретные файлы Мерримана с офисного сервера, прежде чем его спасет команда Китона. Она говорит Китону о своем подозрении, что смерть Мерримана так или иначе связана с Кубой. Круз запирает Немека в своей камере. Ханна находит секретное сообщение от своей матери в шляпе, которую она уронила. |            |                                      |                 |                                     |                 |                     |
| 3 | 3          | «The Ambassador's Wife» «Жена посла» | Ричард Льюис    | Дэвид Аппелбаум                     | 11 марта 2019   | 5.05                |
| Патруль УБН убит у побережья Колумбии наркокартелем Моралеса, который, по мнению команды Китона, был продан секретной американской разведке. Шепард приходит к выводу, что посол США Деннис Гордон является источником картеля, а агент Брэгг нанимает инструктора ФБР Джакелина Петтигрю, чтобы помочь расследовать дело Гордона. Смерть Немека считается самоубийством, и Шепард борется с разлукой с Ханной. Шепард убеждает жену Гордона Элизабет убить ее мужа ради своего сына. Круз просит присоединиться к команде Китона и приглашает его на поминальную службу для своих коллег. Во время вечеринки у себя дома Элизабет устанавливает трекер в файл УБН, но обнаружена Деннисом. Когда ФБР совершает набег на дом, Элизабет держит Денниса под дулом пистолета. Он пытается схватить пистолет и смертельно выстрелил. Когда он выстрелил, Китон уверяет Элизабет, что она действовала в целях самообороны. Присоединившись к Крузу у Мемориальной стены ЦРУ, Китон приглашает ее в команду и позволяет Шепард оставить эмоциональную голосовую почту для своей дочери, которую Ханна слушает снова и снова. |            |                                      |                 |                                     |                 |                     |
| 4 | 4          | «Confessions» «Признания»            | Дэвид Бойд      | Джейсон Уилборн                     | 18 марта 2019   | 4.34                |
| Международный убийца Аксой задержан на контрольно-пропускном пункте на границе между США и Канадой, но устраняет агентов CBP и пробивается в Соединенные Штаты. Шепард находится под судом с Китоном, отцом Лейна Томасом, Ханной, и с мужем Шеферда Кристофером. Она приговорена к пожизненному заключению в ADX Флоренции без возможности условно-досрочного освобождения. В настоящее время Шепард предупреждает команду о мастерстве Аксоя использующего яды и изготовления бомб. Заместитель директора ФБР Грейс Молинеро подвергает сомнению включение Шепарда в команду Китона, в которую теперь входят Петтигрю и Круз. Шепард воссоединяется с Ханной, и команда выслеживает Аксоя до порта Балтимор; он сбегает с компонентами МРТ. Томас противостоит Китону за сотрудничество с Шепардом. Сенатор Мартин Ковингтон прибывает в аэропорт БВА, где Аксой, изображающий из себя обработчика багажа, использует катушку МРТ для создания портативного ПУОС, нарушая управление воздушным движением и заземляя все рейсы. Команда обыскивает аэропорт, и Китон подавляет Аксоя после того, как он опрыскивает сенатора токсином. Аксой взят под стражу и сенатор успешно лечится. Круз пытается получить доступ к секретным файлам на Тала. Поверив, что Шепард пытается взломать файлы, Китон противостоит ей и говорит, что Круз - крот Тала.                                                                                   |            |                                      |                 |                                     |                 |                     |
| 5 | 5          | «Havana» «Гавана»                    | Марта Митчелл   | Энди Бушелл                         | 25 марта 2019   | 5.10                |
| Во время подбрасывания ложных улик в домике в Элкинсе, Западная Вирджиния, Круз убивает любопытного соседа. Шепард говорит Китону, что она заманила Круза файлами Тала. Китон удивляет Круза в своей квартире, где ее отсутствие личных вещей убеждает его, что она шпион. Команда готовится превратить Круз в актив, в то время как Шепард преследуют воспоминания о неспособности защитить прошлый актив. Заманив Круза на встречу с Зейн в комнате, команда клонирует ее мобильный телефон. Шепард подозревает, что Круз с юных лет была шпионом Тала. Круз предлагает Китону последовать примеру Элкинса вместе с ней; несмотря на опасения команды, Китон соглашается. Когда Китон и Круз добираются до хижины, Круз понимает, что её раскрыли, после чего держит Китона под прицелом. Китон пытается перевербовать Круз, тем самым повернуть её против Тала, предложив начать новую жизнь, но в этот момент оперативник тала Рэй Фонтейн, убивает Круз из винтовки, но затем Рэй был убит Китоном. Отвечая на телефон Круза, Китон говорит со всеми, кто намекает, что Круз была не единственным его шпионом в ФБР. |            |                                      |                 |                                     |                 |                     |
| 6 | 6          | «Eye of Horus» «Око Гора»            | Бэн Брей        | Тони Камерино                       | 1 апреля 2019   | 4.38                |
| В Джерси-Сити взорвалась бомба, убив восемь мирных жителей. Команда Китона использует телефон Круза для отслеживания мобильной сети Тала, что приводит к захвату его эксперта по коммуникациям Сэма Малека. Они узнают, что оперативники Тала украли достаточно аммиачной селитры, чтобы создать еще девять бомб. Малек соглашается сотрудничать в обмен на имя человека, который убил его подругу Надю, лидера протеста "арабской весны", после того, как она была задержана мухабаратом. Команда черных мешков Гамаль, египетский контакт Шепарда, который сообщает ей, что убийца Нади погиб в автокатастрофе два года назад. Удовлетворенный, Малек указывает команде на международную инвестиционную фирму "Перекрестный Банк", прикрытие для секретных операций ЦРУ. Команда эвакуирует здание, Китон и Брэгг ликвидируют людей Тала и обходят бомбы. Малек одаривает Даниэля Надиным глазом Гора. Обеспокоенный тем, что агентство было скомпрометировано Крузом, заместитель директора Молинеро угрожает закончить целевую группу Китона в случае еще одной ошибки. Шепард в сопровождении Китона может присутствовать на фортепианном концерте своей дочери. |            |                                      |                 |                                     |                 |                     |
| 7 | 7          | «Decoded» «Дешифровка»               | Мелани Майрон   | Мэтт Кормэн и Крис Орд              | 8 апреля 2019   | 4.11                |
| Аналитик АНБ Джейн Итон, шпионка Тала, крадет часть финансового программного обеспечения для маскировки, и погибает в автокатастрофе, пытаясь избежать оленя. Команда Китона восстанавливает программное обеспечение и зашифрованное сообщение от Тала, которое Шепард расшифровывает как место, куда Итон должна была доставить программное обеспечение. Там Шепард выдает себя за Итона и передает программное обеспечение Брэдену Декеру. Он загружает программное обеспечение на сервер, который, как понимает команда, находится в Соединенных Штатах. Тал встречается с союзником в Вашингтоне и заключает контракт на жизнь Декера. Китон решает защитить Декера, рискуя предупредить Тала. Команда следует за Декером на ипподром, где хакер предлагает купить программное обеспечение, но Декер отказывается. Брэгг нейтрализует одного киллера, а Петтигрю ранен другим, когда Китон и Зейн следуют за Талом на склад, но прибывают слишком поздно. Союзником Тала является советник по национальной безопасности Пол Бэкус, который заверяет Тала, что он предотвратит дальнейшее вмешательство ФБР. Шепард использует украденный мобильный телефон, чтобы сообщить контакту в России, что ей нужно поговорить с Талом. |            |                                      |                 |                                     |                 |                     |
| 8 | 8          | «An Offer» «Предложение»             | Джоно Оливер    | Кен Вудрафф                         | 15 апреля 2019  | 3.89                |
| В воспоминаниях 2015 года Шепард и Кабрера контролируют операцию ЦРУ в Хорватии; миссия скомпрометирована, но агенты Дезире Виллареаль и Стивен Хайбах убегают с жизненно важными документами. Последствия звонка Тала Шепарду раскрываются: после того, как она выдала своих четырех агентов, чтобы спасти свою дочь, Шепард отслеживает мобильный телефон Ханны в парке и узнает, что Ханна была подобрана оперативниками Тала, представляющимися полицейскими. Тем временем Хайбах, Вильярреал и агент Брайан Ланич убиты, и Немек получает документы. Шепард подчиняется и ранит другого оперативника, следящего за ней, который говорит ей, что Ханна была возвращена домой. Там Шепард сталкивается с самим Талом, который предлагает освободить ее в конечном счете от ее неизбежного заключения в обмен на ее будущую помощь. Китон проинформирован директором Майером, что самолет Лейна упал без выживших. Две недели спустя он, Зейн и Райан раскрывают роль Шепарда в смерти агентов. Китон сталкивается с Шепард на мемориальной церемонии Лейна с завуалированным предупреждением, а затем арестовывает ее возле Капитолия Соединенных Штатов по пути, чтобы забрать Ханну. В настоящее время Шепард звонит Талу из своей камеры и предлагает свою помощь, заявляя, что она “не умрет в клетке.” |            |                                      |                 |                                     |                 |                     |
| 9 | 9          | «Homecoming» «Возвращение»           | Лили Марийе     | Дэвид Аппелбаум и Эрин Донован      | 22 мая 2019     | 3.91                |
| Оперативники Тала спасают Карлу Мендосу, одного из его лучших лейтенантов, из конвоя ЦРУ в Норфолке, штат Вирджиния. Мендоса подстрелена, но убегает, с помощью подрядчика ЦРУ. Алан Новак, врач в организации Тала, предлагает помочь ЦРУ вернуть Мендосу и требует поговорить с агентом, с которым он вступил в контакт четыре года назад – псевдоним Шепард, который был доставлен в Лэнгли впервые после ее ареста. Команда Китона идентифицирует мошенника-подрядчика как Люка Боумена,эксперта по добыче. Шепард делает вывод, что ЦРУ готовит операцию высокого уровня на Кубе. Команда Китона находит Боумена, который убит Брэггом, чтобы спасти заложника. Новака вызывают лечить Мендосу; ЦРУ следует за ним, но Новак исчезает. Телефон Боумена направляет их в другое место; Китон и Шепард проникают в дом, а ФБР захватывает Мендосу и помещает Новака и его семью в защиту свидетелей. Китон передаёт Мендосу Кабрере в обмен на обмен информацией: захваченные оперативники Тала содержатся на черном сайте ЦРУ в Сьерра-Маэстре, который исследовал Дин Мерриман. Китон обращается к отцу Лейн. Мендоса ненадолго освобождается от охранников и предупреждает Шепард, чтобы она показала себя Талу в ближайшее время. |            |                                      |                 |                                     |                 |                     |
| 10 | 10         | «Chigorin» «Чигорин»                 | Дэвид Туттман   | Энди Бушелл и Айрека Муза           | 29 апреля 2019  | 3.68                |
| Самолёт с руководителями "Алкон Интернационал", оборонного подрядчика ЦРУ, таинственно перенаправлен. Команда Китона садится в самолёт, чтобы найти руководителей мертвыми, в то время как убийцы убегают с ноутбуком. Команда находит консультанта Алкон Кэти Хонг, которая должна была быть в полёте, а теперь в бегах с телохранителями. Они узнают, что Тал ищет ноутбук с файлами на самообеспечивающемся объекте, но Китон и Шепард понимают, что это черный сайт Сьерра-Маэстры. Запись управления воздушным движением взлета полета показывает, что пилот-тот же самый убийца, ответственный за авиакатастрофу, которая убила Лейна, и предыдущее расследование Шепард раскрывает его имя: Александр Чигорин, старший лейтенант Тала. Бывший муж Шепард Кристофер противостоит ей за встречу с Ханной за его спиной, и арест Шепарда вызвал травму ее семьи, а также упомянул, как трудно было получить опеку над Ханной. ФБР выслеживает Чигорина в подпольном российском клубе. Вспоминая предупреждение Мендосы, Шепард посылает вызов, который предупреждает сеть Тала, и Чигорин едва избегает Китона, оставляя ноутбук. Файлы подтверждают объект Сьерра-Маэстра. После разговора с Кабрерой о пропавшем черном ящике с рейса Лейна Китон слушает запись. Чигорин встречается с Талом, который решает вытащить Шепард. |            |                                      |                 |                                     |                 |                     |
| 11 | 11         | «The Embassy» «Посольство»           | Марисоль Адлер  | Меллори Велэскуес и Джейсон Уилборн | 6 мая 2019      | 3.74                |
| Спецназовец, ставший независимым аналитиком безопасности Десмонд Виссер ждет визы в посольстве Швейцарии в Вашингтоне, чтобы убежать из страны. Команда Китона готовит операцию, чтобы узнать, что Виссер знает о планах Тала на Кубе. Молинеро рассказывает Петтигрю, что Шепард однажды утаила информацию об операции, поставив под угрозу миссию и собственную жизнь Шепарда; в воспоминании Шепард уклоняется от команды русских убийц. Брэгг и Петтигрю проникают в приемную посольства, контролируемую Китоном, Зейном и Шепардом из комнаты безопасности посольства, и команда безуспешно пытается удаленно получить доступ к мобильному телефону Виссера. Понимая, что он был скомпрометирован, Виссер берет бальный зал в заложники. Пока Китон и Зейн готовят команду по спасению заложников, Шепард оглушает агента, тем самым берёт из тайника с оружием бронежилет и убеждает Виссера, что она присоединяется к его побегу. Они бегут, и Шепард узнает, что Виссер был всего лишь одноразовым партнером Тала; без информации о Сьерра-Маэстре Виссер упоминает, что Тал планирует массовую атаку на главную туристическую достопримечательность в округе Колумбия. Шепард позволяет ей имплантированный ФБР транспондер привести команду Китона к ней и, тайно разоружив Виссера, он взят под стражу. Петтигрю отказывается шпионить за командой для Молинеро, в то время как Шепард делится информацией Виссера с Китоном. |            |                                      |                 |                                     |                 |                     |
| 12 | 12         | «Sequestered» «Арест»                | Эндрю Маккарти  | Мэтт Кормэн и Крис Орд              | 13 мая 2019     | 3.67                |
| В воспоминаниях Тал вербует пола Бэкуса с обещанием сделать его советником по национальной безопасности. В настоящее время информация Виссера приводит команду Китона к срыву попытки Тала убить конгрессвумен Эвелин Белл. После того, как Бэкус снимает команду с дела Тала, Китон направляет их на расследование Бэкуса. Противостоя Беллу в конспиративной квартире ФБР, Китон и Шепард узнают, что она - бывший агент секретной операции ЦРУ. Оперативники Тала нападают на дом, и Китон и Шепард убегают с Беллой. Она показывает, что была частью операции во время Второй чеченской войны, которая завербовала Тала. ЦРУ нарушила обещание, и братья Тала были убиты в авиаударе, катализируя вендетту Тала против ЦРУ. Белл полагает, что следующее нападение Тала, вероятно, произойдет на следующий день в годовщину смерти его братьев. Поскольку команда Китона готовит операцию ложного флага, чтобы поймать Бэкуса, Молинеро допрашивает Зейна за незаконное расследование Бэкуса, но Зейн отказывается инкриминировать Китона и приостанавливается до дальнейшего уведомления. Заманиваемый в организацию другого неудачного покушения на жизнь Белла, Бэкус арестован. Не испугавшись, Тал и Чигорин готовятся к нападению на Вашингтон. После посещения Ханны, возможно, в последний раз, Шепард говорит Китону: "давайте покончим с этим."                                                                            |            |                                      |                 |                                     |                 |                     |
| 13 | 13         | «Sierra Maestra» «Сьерра-Маэстра»    | Стив Шилл       | Кен Вудрафф                         | 20 мая 2019     | 4.27                |
| Шепард звонит Талу, предлагая себя в качестве актива, и ей говорят присоединиться к Талу нему на Кубе. Набег на убежище Тала в Вашингтоне оказывается ловушкой, и Шепард убеждает Китона отправить ее на Кубу одну. Зейн делает вывод, что Тал нападет на ЦРУ, и звонок Кабрере показывает вероятную цель: церемония выпуска агентства. В Гаване Шепард ударяет себя электрическим током, чтобы отключить свой транспондер ФБР, и ее приводят на встречу с Талом. Команда Китона прибывает на церемонию, все высшее руководство ЦРУ присутствует, и оперативники Тала атакуют; Китону и Брэггу удается убить их всех, включая Чигорина. Когда силы Тала готовятся освободить своих захваченных оперативников из Сьерра-Маэстры, Китон прибывает с командой ЦРУ, но попадает в плен. Тал сообщается Китону, что Шепард присоединилась к нему, Тал заставляет Шепард убить Китона, Шепард стреляет Китону в ключицу, прежде чем убить оставшихся людей Тала, ранила Тала и вызвал по радио помощь для Китона. Тал говорит Шепард, что ему помогал влиятельный человек в американской разведке, и она стреляет в него, когда он тянется за своим оружием. Через неделю Шепард посещает волейбольную игру Ханны, куда Китон прибывает, чтобы вернуть её под стражу, чтобы продолжить помогать своей команде. Шепард держит откровение Тала при себе.                                                                                         |            |                                      |                 |                                     |                 |                     |

## Производство
22 января 2018 года было объявлено, что NBC заказала пилотный эпизод. Над пилотным эпизодом работал сценарист Кен Вудрафф, который также должен был выступить исполнительным продюсером вместе с Верноном Сандерсом. 16 февраля 2018 года стало известно, что руководить производством пилотного эпизода будет Марк Пеллингтон. 7 мая 2018 года было объявлено, что NBC заказал весь сериал. Также сообщалось, что Пеллингтон выступит исполнительным продюсером сериала. Несколько дней спустя было объявлено, что премьера сериала состоится в середине сезона весной 2019 года. 18 декабря 2018 года было объявлено, что премьера сериала состоится 25 февраля 2019 года, с еженедельным эфиром по понедельникам в 22 часа.

### Кастинг
В феврале 2018 года было объявлено, что Раза Джаффри, Дженнифер Карпентер и Моррис Честнат сыграют главные роли в пилотной серии. В марте 2018 года стало известно, что Кассандра Фриман и Келли Гарнер присоединились к главному составу. 28 июня 2018 года было объявлено, что Ной Миллс задействован в сериале. В декабре 2018 года сообщалось, что Корал Пенья и Роберт Госсетт станут постоянными актерами сериала.

### Съемки
В октябре 2018 года съемки серии проходили в Общественном колледже Бергена в округе Берген, штат Нью-Джерси. Сцены также снимаются на павильонах, установленных в Айзод-центре Ист-Ратерфорде Meadowlands Arena, бывшем стадионе Нью-Джерси Нетс.

## Реакция

### Рейтинги
| №  | Название         | Дата показа     | Рейтинг (18—49) | Зрителей (миллионов) | DVR (18—49) | Зрителей DVR (миллионов) | Всего (18—49) | Всего зрителей (миллионов) |
| -- | ---------------- | --------------- | --------------- | -------------------- | ----------- | ------------------------ | ------------- | -------------------------- |
| 1  | «Пилот»          | 25 февраля 2019 | 1.2/6           | 5.76                 | 0.6         | 3.19                     | 1.8           | 8.95                       |
| 2  | «Чёрный медведь» | 4 марта 2019    | 0.9/4           | 5.32                 | 0.7         | 3.11                     | 1.6           | 8.43                       |
| 3  | «Жена посла»     | 11 марта 2019   | 0.9/4           | 5.05                 | 0.7         | 2.99                     | 1.6           | 8.05                       |
| 4  | «Признания»      | 18 марта 2019   | 0.8/4           | 4.34                 | 0.6         | 3.22                     | 1.4           | 7.56                       |
| 5  | «Гавана»         | 25 марта 2019   | 0.8/4           | 5.10                 | 0.6         | 2.81                     | 1.4           | 7.91                       |
| 6  | «Око Гора»       | 1 апреля 2019   | 0.8/4           | 4.38                 | 0.6         | 2.91                     | 1.4           | 7.30                       |
| 7  | «Дешифровка»     | 8 апреля 2019   | 0.6/3           | 4.11                 | 0.6         | 2.86                     | 1.2           | 6.97                       |
| 8  | «Предложение»    | 15 апреля 2019  | 0.6/3           | 3.89                 | 0.5         | 2.69                     | 1.1           | 6.58                       |
| 9  | «Возвращение»    | 22 апреля 2019  | 0.6/3           | 3.91                 | 0.5         | 2.69                     | 1.1           | 6.60                       |
| 10 | «Чигорин»        | 29 апреля 2019  | 0.6/3           | 3.68                 | 0.6         | 2.67                     | 1.2           | 6.35                       |
| 11 | «Посольство»     | 6 мая 2019      | 0.6/3           | 3.74                 | 0.4         | 2.49                     | 1.0           | 6.23                       |
| 12 | «Арест»          | 13 мая 2019     | 0.6/3           | 3.67                 | TBD         | TBD                      | TBD           | TBD                        |
| 13 | «Сьерра-Маэстра» | 20 мая 2019     | 0.6/3           | 4.27                 | 0.5         | 2.48                     | 1.1           | 6.75                       |

### Отзывы
| Сезон   | Rotten Tomatoes | Metacritic    | IMDb        |
| ------- | --------------- | ------------- | ----------- |
| 1 сезон | 43%             | 55/100 баллов | 7,2/10      |
| 1 сезон | 14 обзоров      | 11 обзоров    | 127 обзоров |

Rotten Tomatoes — сериал получил рейтинг одобрения 43% на основе 14-ти обзоров (6 положительных и 8 отрицательных), со средним рейтингом 5.33. Оценка аудитории: 80%. Критический консенсус на сайте гласит: «Несмотря на ряд звездных актеров под руководством способной Дженнифер Карпентер, «Враг внутри» представляет собой чрезмерно формальное повествование, которое не дает никакой реальной искры».
Metacritic — сериал имеет средневзвешенную оценку 55 из 100, основанную на 11-ти обзорах (3 положительных и 8 смешанных).
IMDb — сериал имеет оценку 7,2 из 10, основанную на 121-м обзоре пользователей/6-ти критиков (75 положительных и 45 смешанных).